# Абрагамовський Зеновій Михайлович
Абрагамо́вський Зено́вій Миха́йлович (1913, с. Дибще, нині  Тернопільського району Тернопільської області — 1966, м. Сідней, Австралія) — лікар, громадський діяч.
Народився в священичій родині пароха села Дибще. Закінчив Бережанську гімназію, де прилучився до роботи в українських товариствах.
Закінчив медичний факультет Віденського університету (нині Австрія).
Протягом тривалого часу — головний лікар Ліверпульської лікарні в Сіднеї. Діяльний у громадських організаціях еміґрантів, жертводавець на українські потреби; автор публікацій.